# Pīr Mīshān
Pīr Mīshān (persiska: پير مِشان, پیر میشان) är en ort i Iran.   Den ligger i provinsen Hamadan, i den nordvästra delen av landet, 290 km sydväst om huvudstaden Teheran. Pīr Mīshān ligger 1 685 meter över havet och antalet invånare är 104.
Terrängen runt Pīr Mīshān är platt åt nordväst, men åt sydost är den kuperad. Runt Pīr Mīshān är det ganska tätbefolkat, med 104 invånare per kvadratkilometer. Närmaste större samhälle är Malāyer, 17,8 km sydost om Pīr Mīshān. Trakten runt Pīr Mīshān består i huvudsak av gräsmarker.